# Kalamaja
Kalamaja (z est. dom rybny, niem. Fischermay) – jedna z poddzielnic Põhja-Tallinn, będącej dzielnicą Tallinna, stolicy Estonii. Znajduje się na północny zachód od historycznego centrum miasta, nad brzegiem Zatoki Tallińskiej. W 2015 roku zamieszkana przez 9820 osób.

## Historia
Od XIV wieku wśród mieszkańców obszaru dominowali rybacy, handlarze rybami i szkutnicy. Stąd wzięła się nazwa dzisiejszej poddzielnicy. Sytuacja zmieniła się w roku 1870, kiedy Tallinn połączony został linią kolejową z Sankt Petersburgiem, co było silnym impulsem dla rozwoju miasta. Na Kalamaja zaczęły powstawać liczne fabryki i zakłady, a wraz z nimi pojawiła się konieczność budowy mieszkań robotniczych. Wtedy właśnie pojawiły się charakterystyczne dla dzielnicy drewniane dwu- lub trzypiętrowe bloki, przedzielone na środku kamienną klatką schodową. Najwięcej powstało w latach 20. i 30. XX wieku. Obecnie w mieście jest ich około 500, głównie w Kalamaja.
Obecnie Kalamaja nie jest dzielnicą robotniczą, zamiast tego przyciągając artystów i ludzi młodych. Nazywana jest "dzielnicą hipsterską".

## Atrakcje
- Cmentarz Kalamaja w Tallinnie – dawny cmentarz dla ludności szwedzkiej i estońskiej. W XX wieku zrównany z ziemią i zamieniony na park przez władze sowieckie.
- Linnahall – hala widowiskowo-sportowa z 1980 roku.
- Lennusadam – dawna baza hydroplanów, obecnie cześć Estońskiego Muzeum Morskiego.
- Elektrownia w Tallinnie – obecnie nieczynna; jej część zajmuje muzeum energii oraz Kultuurikatel (talliński hub artystyczny).
- Patarei – dawniej twierdza, później więzienie

## Galeria

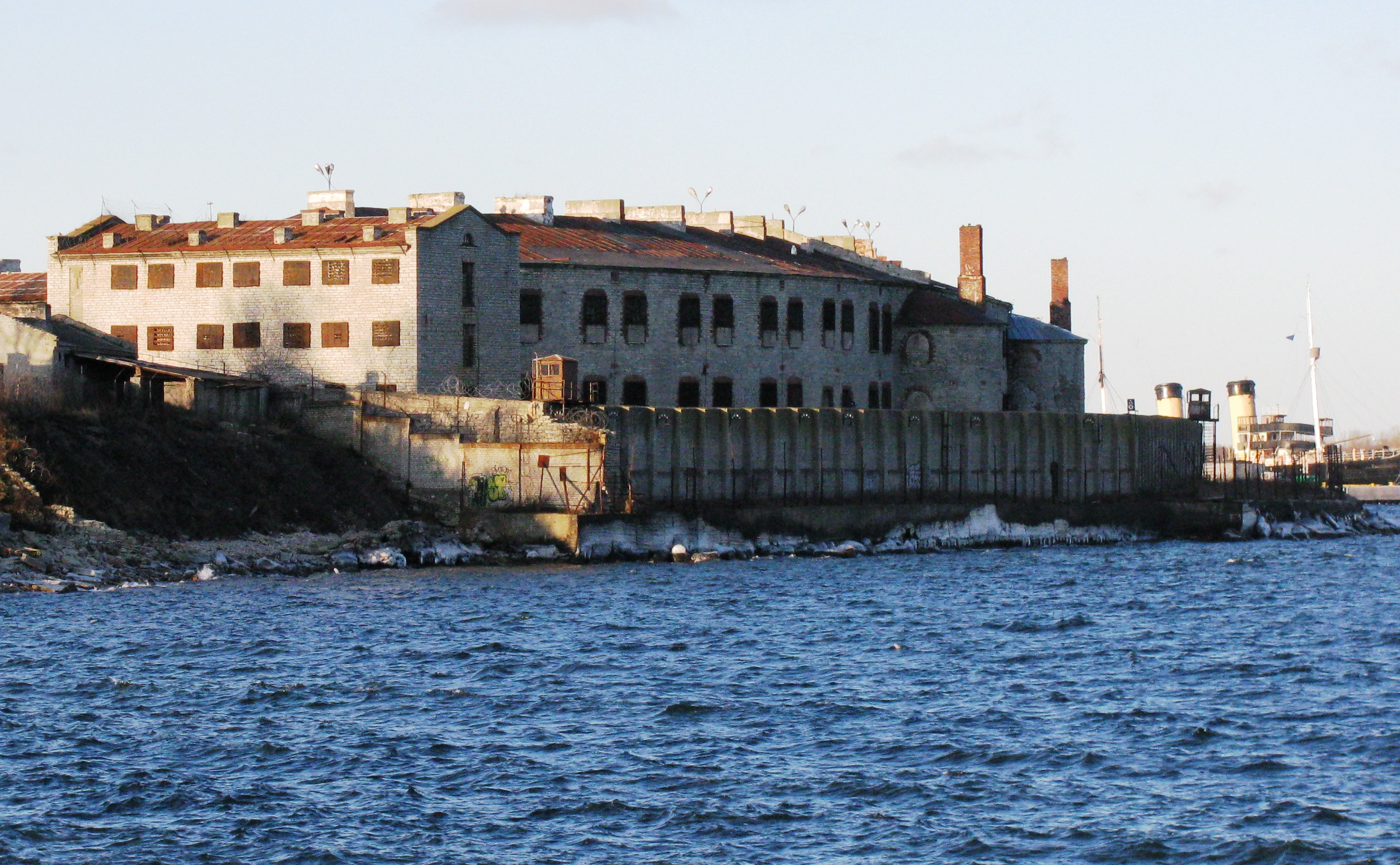
Patarei – dawna twierdza i więzienie
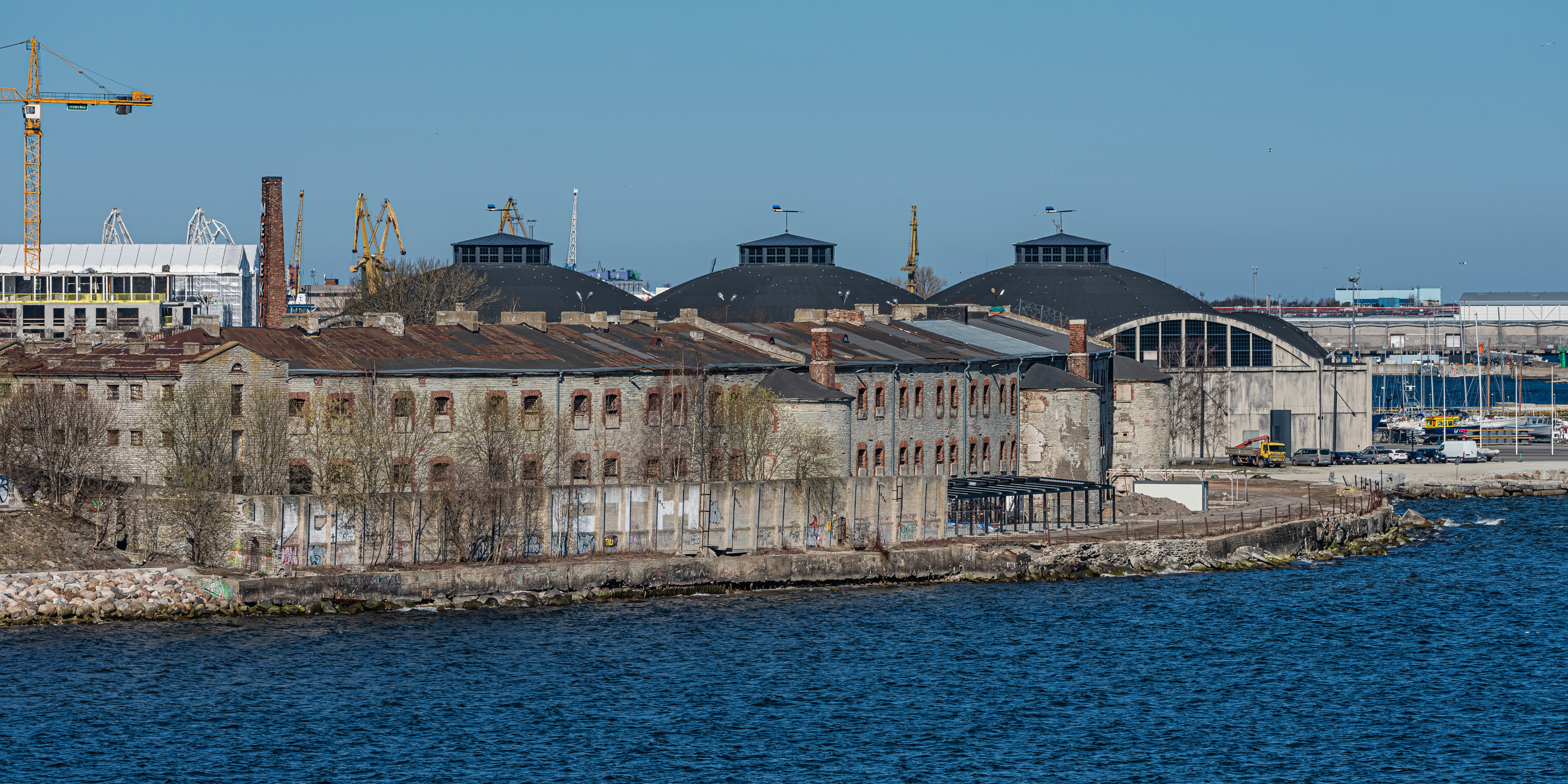
Lennusadam
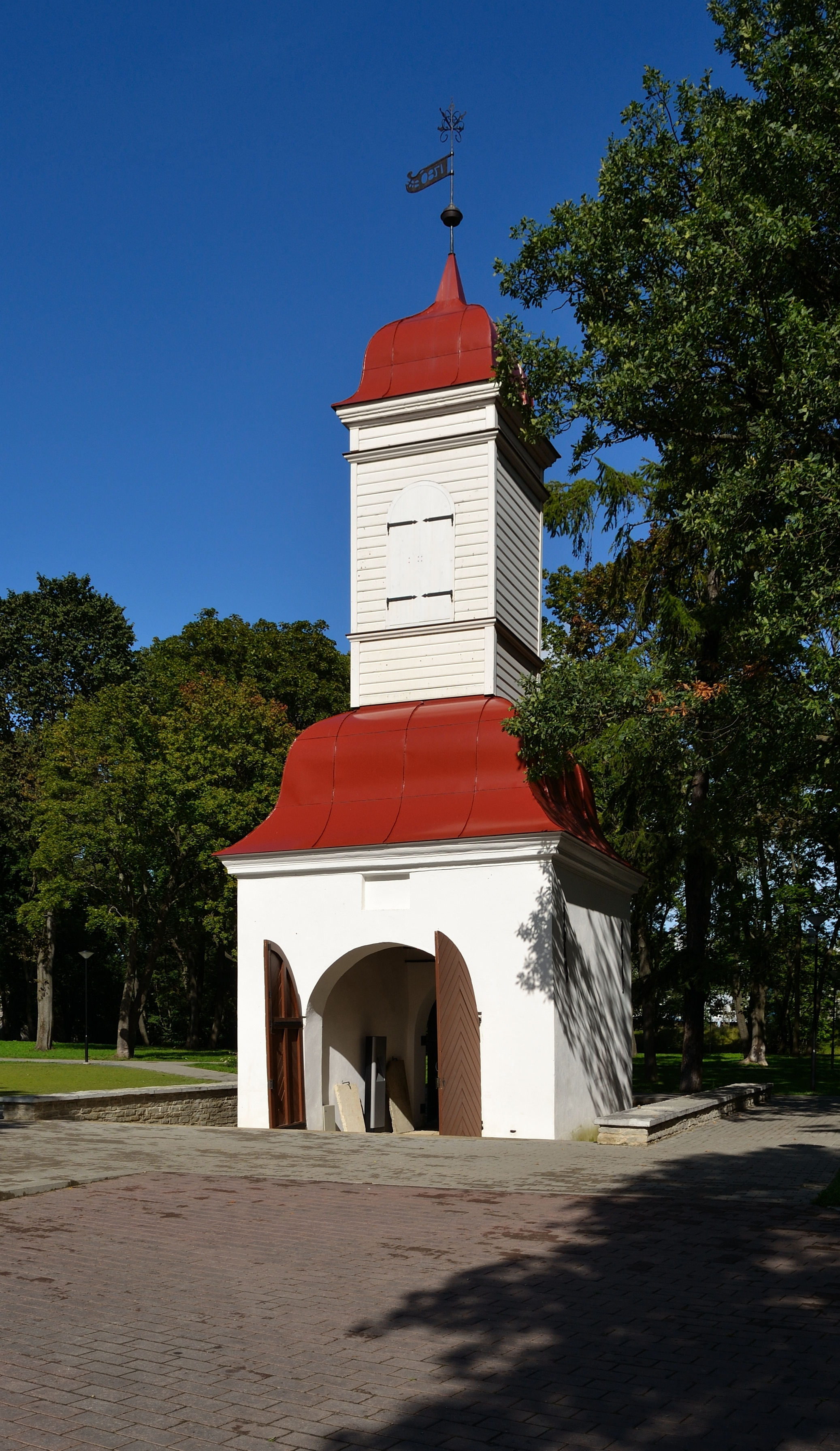
Dzwonnica Cmentarza Kalamaja
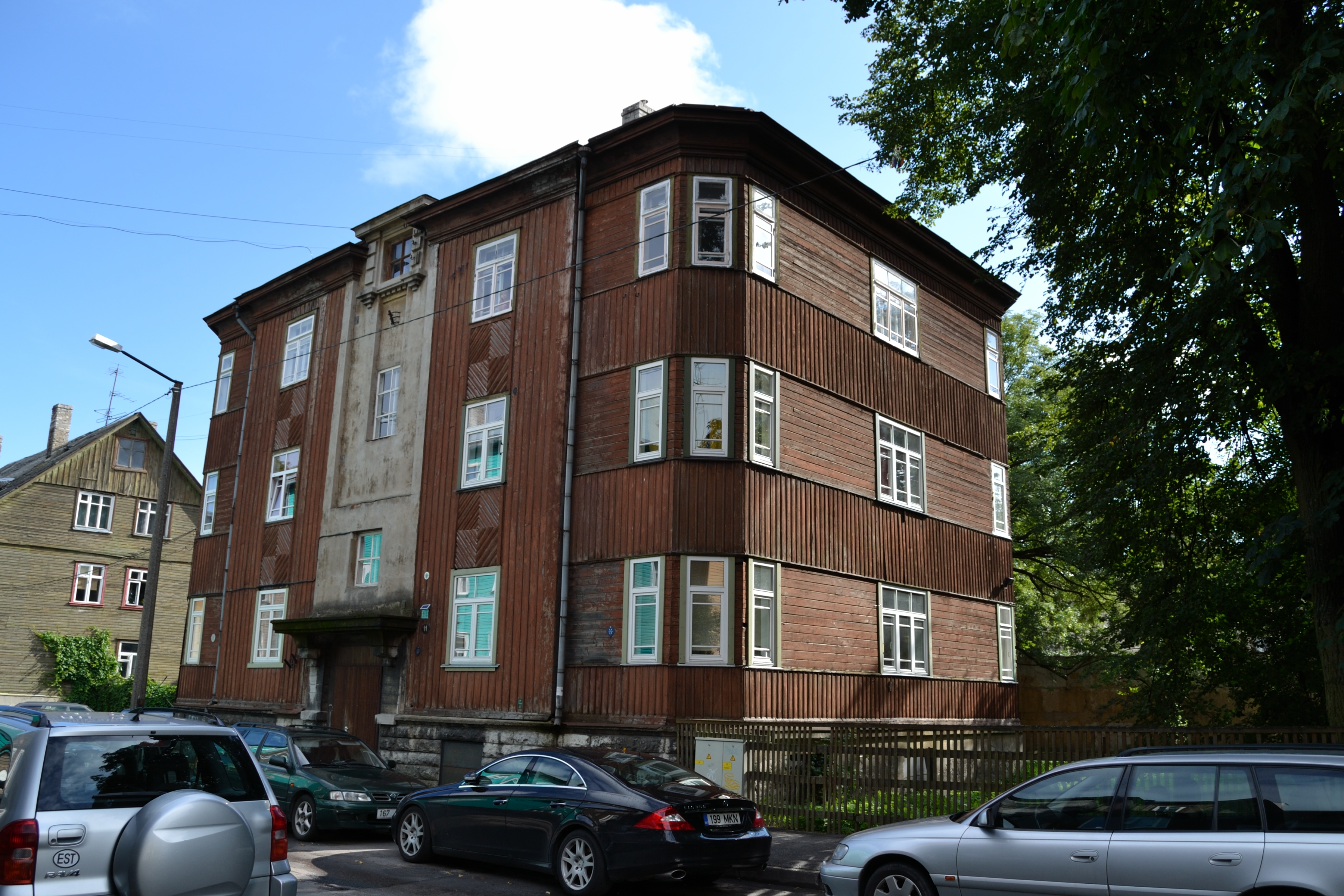
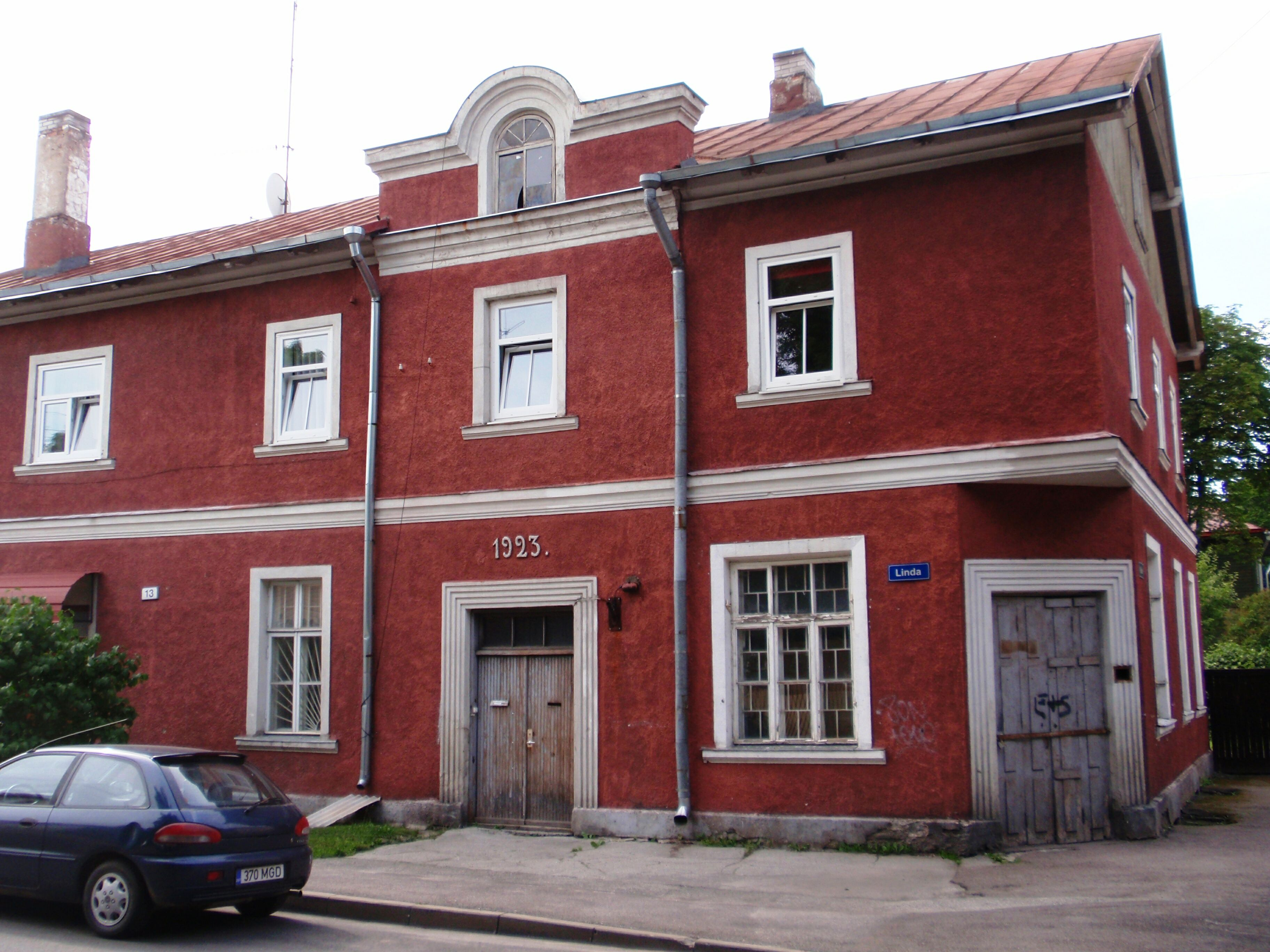
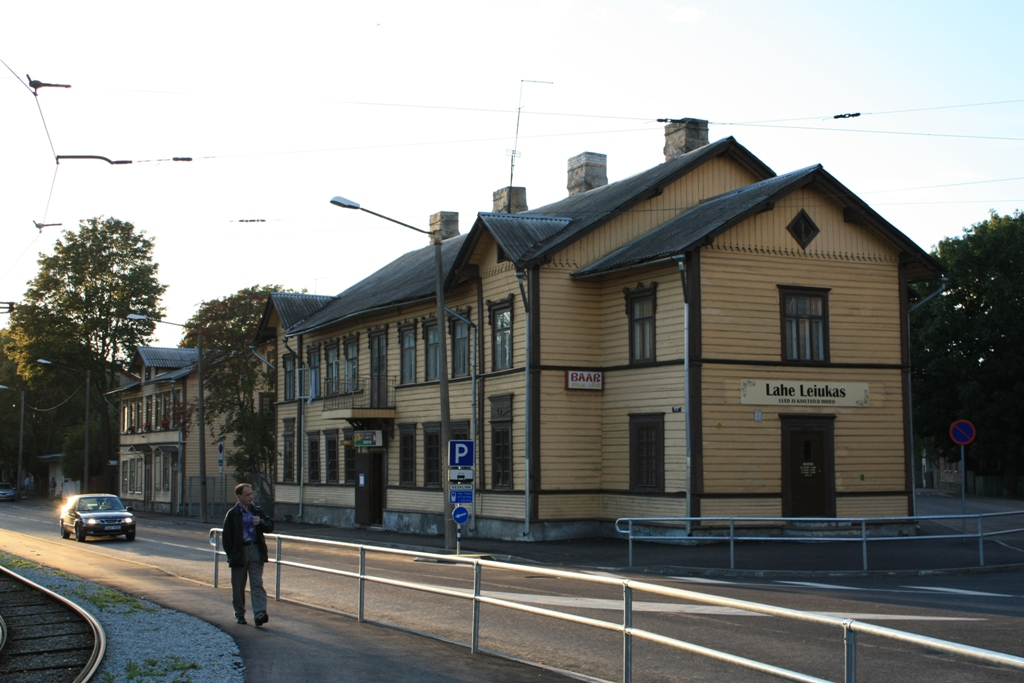
Okolice stacji kolejowej

## Źródła
- VisitTallinn: Kalamaja